# Penzing, Wien

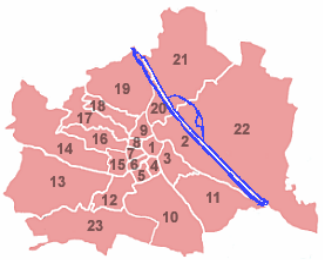
Wiens distrikt. Penzing är nummer 14.

Penzing är ett distrikt (tyska: Gemeindebezirk) i Österrikes huvudstad Wien. Wien är indelat i 23 distrikt och Penzing har distriktsnummer 14. Genom distriktet går Penzinger Strasse, som är dess huvudgata.
Antalet invånare är 93 500. Arean är 34 kvadratkilometer. Penzing gränsar till distrikten Hernals, Ottakring, Rudolfsheim-Fünfhaus och Hietzing. 